# Никольское (Селецкое сельское поселение)
 Никольское  — деревня в Максатихинском районе Тверской области. Входит в состав Рыбинского сельского поселения.

## География
Находится в северо-восточной части Тверской области на расстоянии приблизительно 23 км по прямой на север-северо-восток от районного центра поселка Максатиха на правом берегу Мологи.

## История
Деревня была отмечена еще на карте Менде (состояние местности на 1848 год). В 1859 году здесь (тогда деревня Вышневолоцкого уезда Тверской губернии) было учтено 18 дворов. До 2014 года входила в Селецкое сельское поселение.

## Население
Численность населения: 137 человек (1859 год), 17 (русские 100 %) в 2002 году, 7 в 2010.